# Jean-Philippe Morin (hockey sur glace)
Pour les articles homonymes, voir Jean-Philippe Morin et Morin.
Jean-Philippe Morin (né le 6 février 1980 à Gaspé, dans la province de Québec au Canada) est un joueur professionnel canadien de hockey sur glace.

## Carrière de joueur
Entre 1996 et 2001, il a joué avec les Tigres de Victoriaville et les Voltigeurs de Drummondville de la Ligue de hockey junior majeur du Québec.
À l'été 1998, il a été repêché en 4e ronde (109e au total) par les Flyers de Philadelphie.
Entre 2001 et 2006, il a joué dans la United Hockey League et dans l'East Coast Hockey League. Il a porté les couleurs des Border Cats de Port Huron, des Ice Gators de la Louisiane et des Generals de Flint.
En 2006, il s'en va en Irlande du Nord, afin de jouer avec les Belfast Giants de l'EIHL.
Il passe les trois saisons suivantes en Allemagne, soit deux avec l'EC Bad Tölz et une avec les Straubing Tigers de la DEL.
Le 19 juin 2010, il est repêché en première ronde (3e au total) par le Cool FM 103,5 de Saint-Georges de la Ligue nord-américaine de hockey.

## Statistiques
| Saison    | Équipe                         | Ligue         |    | Saison régulière | Saison régulière | Saison régulière | Saison régulière | Saison régulière |   | Séries éliminatoires | Séries éliminatoires | Séries éliminatoires | Séries éliminatoires | Séries éliminatoires |
| Saison    | Équipe                         | Ligue         | PJ | B                | A                | Pts              | Pun              | PJ               | B | A                    | Pts                  | Pun                  |                      |                      |
| 1996-1997 | Tigres de Victoriaville        | LHJMQ         | 56 | 3                | 5                | 8                | 20               | 1                | 0 | 0                    | 0                    | 0                    |                      |                      |
| 1997-1998 | Tigres de Victoriaville        | LHJMQ         | 35 | 3                | 11               | 14               | 79               | -                | - | -                    | -                    | -                    |                      |                      |
| 1997-1998 | Voltigeurs de Drummondville    | LHJMQ         | 18 | 1                | 4                | 5                | 16               | -                | - | -                    | -                    | -                    |                      |                      |
| 1998-1999 | Voltigeurs de Drummondville    | LHJMQ         | 69 | 2                | 31               | 33               | 158              | -                | - | -                    | -                    | -                    |                      |                      |
| 1999-2000 | Voltigeurs de Drummondville    | LHJMQ         | 66 | 1                | 21               | 22               | 147              | 16               | 3 | 5                    | 8                    | 24                   |                      |                      |
| 2000-2001 | Voltigeurs de Drummondville    | LHJMQ         | 58 | 2                | 32               | 34               | 204              | 5                | 0 | 1                    | 1                    | 6                    |                      |                      |
| 2001-2002 | Border Cats de Port Huron      | UHL           | 63 | 1                | 14               | 15               | 61               | -                | - | -                    | -                    | -                    |                      |                      |
| 2002-2003 | Ice Gators de la Louisiane     | ECHL          | 72 | 2                | 18               | 20               | 119              | 6                | 0 | 0                    | 0                    | 0                    |                      |                      |
| 2003-2004 | Generals de Flint              | UHL           | 66 | 1                | 16               | 17               | 70               | 3                | 0 | 0                    | 0                    | 6                    |                      |                      |
| 2004-2005 | Generals de Flint              | UHL           | 75 | 3                | 17               | 20               | 86               | -                | - | -                    | -                    | -                    |                      |                      |
| 2005-2006 | Generals de Flint              | UHL           | 76 | 4                | 35               | 39               | 135              | -                | - | -                    | -                    | -                    |                      |                      |
| 2006-2007 | Belfast Giants                 | EIHL          | 54 | 8                | 25               | 33               | 142              | 3                | 1 | 2                    | 3                    | 4                    |                      |                      |
| 2007-2008 | EC Bad Tölz                    | Oberliga      | 52 | 7                | 24               | 31               | 130              | -                | - | -                    | -                    | -                    |                      |                      |
| 2008-2009 | EC Bad Tölz                    | 2. Bundesliga | 41 | 5                | 22               | 27               | 106              | -                | - | -                    | -                    | -                    |                      |                      |
| 2009-2010 | Straubing Tigers               | DEL           | 49 | 2                | 12               | 14               | 68               | -                | - | -                    | -                    | -                    |                      |                      |
| 2010-2011 | Cool FM 103,5 de Saint-Georges | LNAH          | 41 | 2                | 23               | 25               | 35               | 4                | 0 | 0                    | 0                    | 4                    |                      |                      |
| 2011-2012 | Cool FM 103,5 de Saint-Georges | LNAH          | 13 | 1                | 1                | 2                | 4                | -                | - | -                    | -                    | -                    |                      |                      |

## Trophées et honneurs personnels
- 2010-2011 : remporte le Trophée Éric Messier remis au meilleur défenseur et élu dans l'équipe d'étoiles.